# Lista över ledamöter av Sveriges riksdag 1974–1976
Ledamöter av Sveriges riksdag mandatperioden 1974-1976.
Ledamöterna invaldes vid valet 16 september 1973. Ledamöterna intog sina platser i januari 1974. Reglerna ändrades från och med valet 1976, så att riksdagsledamöterna kom att tillträda redan i oktober valåret. Ledamöterna av Sveriges riksdag 1974–1976 fick därmed en något kortare mandatperiod än 3 år.

## Ordinarie ledamöter
Numreringen är endast till som ett stöd när man läser tabellen och har inget med valet att göra.
| Nr  | Riksdagsledamot             | Yrke                                        | Parti | Parti                        | Valkrets             | Anmärkningar                                                        |
| --- | --------------------------- | ------------------------------------------- | ----- | ---------------------------- | -------------------- | ------------------------------------------------------------------- |
| 1   | Gösta Bohman                | partiledare                                 |       | Moderata samlingspartiet     | Stockholms kommun    |                                                                     |
| 2   | Astrid Kristensson          | direktör                                    |       | Moderata samlingspartiet     | Stockholms kommun    |                                                                     |
| 3   | Allan Hernelius             | f.d. chefredaktör                           |       | Moderata samlingspartiet     | Stockholms kommun    |                                                                     |
| 4   | Anders Wijkman              | fil. kand.                                  |       | Moderata samlingspartiet     | Stockholms kommun    |                                                                     |
| 5   | Bertil Lidgard              | konsult                                     |       | Moderata samlingspartiet     | Stockholms kommun    |                                                                     |
| 6   | Ingrid Diesen               | fil. mag.                                   |       | Moderata samlingspartiet     | Stockholms kommun    |                                                                     |
| 7   | Margaretha af Ugglas        | redaktör                                    |       | Moderata samlingspartiet     | Stockholms kommun    |                                                                     |
| 8   | Filip Fridolfsson           | fabrikör                                    |       | Moderata samlingspartiet     | Stockholms kommun    |                                                                     |
| 9   | Gunnar Hedlund              | jur. dr, f.d. statsråd                      |       | Centerpartiet                | Stockholms kommun    |                                                                     |
| 10  | Olof Johansson              | f.d. förbundsordförande                     |       | Centerpartiet                | Stockholms kommun    |                                                                     |
| 11  | Bengt Sjönell               | direktör                                    |       | Centerpartiet                | Stockholms kommun    |                                                                     |
| 12  | Karin Andersson             | socionom                                    |       | Centerpartiet                | Stockholms kommun    |                                                                     |
| 13  | Anna Eliasson               | fil. mag.                                   |       | Centerpartiet                | Stockholms kommun    |                                                                     |
| 14  | Gunnar Helén                | f.d. landshövding, partiledare              |       | Folkpartiet                  | Stockholms kommun    | avgick 10 januari 1976, ersatt av Jan-Erik Wikström                 |
| 15  | Kerstin Anér                | fil. dr                                     |       | Folkpartiet                  | Stockholms kommun    |                                                                     |
| 16  | Ola Ullsten                 | socionom                                    |       | Folkpartiet                  | Stockholms kommun    |                                                                     |
| 17  | Per Ahlmark                 | fil. kand.                                  |       | Folkpartiet                  | Stockholms kommun    |                                                                     |
| 18  | Olof Palme                  | statsminister                               |       | Socialdemokraterna           | Stockholms kommun    |                                                                     |
| 19  | Torsten Nilsson             | utrikesminister                             |       | Socialdemokraterna           | Stockholms kommun    |                                                                     |
| 20  | Gertrud Sigurdsen           | ombudsman                                   |       | Socialdemokraterna           | Stockholms kommun    |                                                                     |
| 21  | Knut Johansson              | förbundsordförande                          |       | Socialdemokraterna           | Stockholms kommun    |                                                                     |
| 22  | Sten Andersson              | partisekreterare                            |       | Socialdemokraterna           | Stockholms kommun    |                                                                     |
| 23  | Anita Gradin                | departementssekreterare                     |       | Socialdemokraterna           | Stockholms kommun    |                                                                     |
| 24  | Sivert Andersson            | metallarbetare                              |       | Socialdemokraterna           | Stockholms kommun    |                                                                     |
| 25  | Lennart Geijer              | statsråd och chef för justitiedepartementet |       | Socialdemokraterna           | Stockholms kommun    |                                                                     |
| 26  | Inga Thorsson               | FN-ambassadör                               |       | Socialdemokraterna           | Stockholms kommun    |                                                                     |
| 27  | Oskar Lindkvist             | ombudsman                                   |       | Socialdemokraterna           | Stockholms kommun    |                                                                     |
| 28  | Mats Hellström              | sekreterare                                 |       | Socialdemokraterna           | Stockholms kommun    |                                                                     |
| 29  | Maj-Britt Theorin           | sekreterare                                 |       | Socialdemokraterna           | Stockholms kommun    |                                                                     |
| 30  | Bertil Zachrisson           | chefredaktör                                |       | Socialdemokraterna           | Stockholms kommun    |                                                                     |
| 31  | C-H Hermansson              | partiordförande                             |       | Vänsterpartiet kommunisterna | Stockholms kommun    |                                                                     |
| 32  | Karin Nordlander            | föreståndare                                |       | Vänsterpartiet kommunisterna | Stockholms kommun    |                                                                     |
| 33  | Sune Olsson                 | byggnadsarbetare                            |       | Vänsterpartiet kommunisterna | Stockholms kommun    |                                                                     |
| 34  | John Takman                 | överläkare                                  |       | Vänsterpartiet kommunisterna | Stockholms kommun    |                                                                     |
| 35  | Staffan Burenstam Linder    | docent                                      |       | Moderata samlingspartiet     | Stockholms län       |                                                                     |
| 36  | Britt Mogård                | ämneslärare                                 |       | Moderata samlingspartiet     | Stockholms län       |                                                                     |
| 37  | Alf Wennerfors              | utbildningschef                             |       | Moderata samlingspartiet     | Stockholms län       |                                                                     |
| 38  | Allan Åkerlind              | byggnadsarbetare                            |       | Moderata samlingspartiet     | Stockholms län       |                                                                     |
| 39  | Georg Danell                | jur. kand.                                  |       | Moderata samlingspartiet     | Stockholms län       |                                                                     |
| 40  | Bertil af Ugglas            | civilekonom                                 |       | Moderata samlingspartiet     | Stockholms län       |                                                                     |
| 41  | Karin Söder                 | yrkesvalslärare                             |       | Centerpartiet                | Stockholms län       |                                                                     |
| 42  | Per Olof Sundman            | författare                                  |       | Centerpartiet                | Stockholms län       |                                                                     |
| 43  | Elvy Olsson                 | fru                                         |       | Centerpartiet                | Stockholms län       |                                                                     |
| 44  | Pär Granstedt               | sekreterare                                 |       | Centerpartiet                | Stockholms län       |                                                                     |
| 45  | Erik Johansson              | lantbrukare                                 |       | Centerpartiet                | Stockholms län       |                                                                     |
| 46  | Gustaf Jonnergård           | partisekreterare                            |       | Centerpartiet                | Stockholms län       |                                                                     |
| 47  | Elis Andersson              | byggnadsarbetare                            |       | Centerpartiet                | Stockholms län       |                                                                     |
| 48  | Cecilia Nettelbrandt        | förbundsjurist                              |       | Folkpartiet                  | Stockholms län       |                                                                     |
| 49  | Ingemar Mundebo             | avdelningsdirektör                          |       | Folkpartiet                  | Stockholms län       |                                                                     |
| 50  | Gabriel Romanus             | redaktör                                    |       | Folkpartiet                  | Stockholms län       |                                                                     |
| 51  | Karl-Erik Strömberg         | skoldirektör                                |       | Folkpartiet                  | Stockholms län       |                                                                     |
| 52  | Arne Geijer                 | f.d. LO-ordförande                          |       | Socialdemokraterna           | Stockholms län       |                                                                     |
| 53  | Anna-Lisa Lewén-Eliasson    | fru                                         |       | Socialdemokraterna           | Stockholms län       |                                                                     |
| 54  | Lilly Bergander             | fru                                         |       | Socialdemokraterna           | Stockholms län       |                                                                     |
| 55  | Ingvar Carlsson             | statsråd                                    |       | Socialdemokraterna           | Stockholms län       |                                                                     |
| 56  | Essen Lindahl               | direktör                                    |       | Socialdemokraterna           | Stockholms län       |                                                                     |
| 57  | Sture Palm                  | redaktör                                    |       | Socialdemokraterna           | Stockholms län       |                                                                     |
| 58  | Thage G. Peterson           | statssekreterare                            |       | Socialdemokraterna           | Stockholms län       |                                                                     |
| 59  | Anna-Greta Leijon           | sekreterare                                 |       | Socialdemokraterna           | Stockholms län       |                                                                     |
| 60  | Åke Wictorsson              | planeringschef                              |       | Socialdemokraterna           | Stockholms län       |                                                                     |
| 61  | Lars Gustafsson             | universitetslektor                          |       | Socialdemokraterna           | Stockholms län       |                                                                     |
| 62  | Lennart Andersson           | studieombudsman                             |       | Socialdemokraterna           | Stockholms län       |                                                                     |
| 63  | Ivar Nordberg               | organisationssekreterare                    |       | Socialdemokraterna           | Stockholms län       |                                                                     |
| 64  | Lars Werner                 | ombudsman                                   |       | Vänsterpartiet kommunisterna | Stockholms län       |                                                                     |
| 65  | Tore Claeson                | hyresgästombudsman                          |       | Vänsterpartiet kommunisterna | Stockholms län       |                                                                     |
| 66  | Inga Lantz                  | tjänsteman                                  |       | Vänsterpartiet kommunisterna | Stockholms län       |                                                                     |
| 67  | Ingegerd Troedsson          | pol.mag.                                    |       | Moderata samlingspartiet     | Uppsala län          |                                                                     |
| 68  | Sture Korpås                | folkhögskolerektor                          |       | Centerpartiet                | Uppsala län          |                                                                     |
| 69  | Sven Eric Åkerfeldt         | lantbrukare                                 |       | Centerpartiet                | Uppsala län          |                                                                     |
| 70  | Britt Wigenfeldt            | fru                                         |       | Centerpartiet                | Uppsala län          |                                                                     |
| 71  | Ola Nyquist                 | kommunalråd                                 |       | Folkpartiet                  | Uppsala län          |                                                                     |
| 72  | Nils Hjorth                 | förrådsförvaltare                           |       | Socialdemokraterna           | Uppsala län          |                                                                     |
| 73  | Arne Gadd                   | revisionsdirektör                           |       | Socialdemokraterna           | Uppsala län          |                                                                     |
| 74  | Birgitta Dahl               | fru                                         |       | Socialdemokraterna           | Uppsala län          |                                                                     |
| 75  | Hans Alsén                  | kommunalråd                                 |       | Socialdemokraterna           | Uppsala län          |                                                                     |
| 76  | Sven-Olov Träff             | direktör                                    |       | Moderata samlingspartiet     | Södermanlands län    |                                                                     |
| 77  | Tage Sundkvist              | lantbrukare                                 |       | Centerpartiet                | Södermanlands län    |                                                                     |
| 78  | Gösta Karlsson              | rektor                                      |       | Centerpartiet                | Södermanlands län    |                                                                     |
| 79  | Bernt Ekinge                | ombudsman                                   |       | Folkpartiet                  | Södermanlands län    |                                                                     |
| 80  | Svante Lundkvist            | statsråd                                    |       | Socialdemokraterna           | Södermanlands län    |                                                                     |
| 81  | Sven Andersson              | statsråd                                    |       | Socialdemokraterna           | Södermanlands län    |                                                                     |
| 82  | Bengt Gustavsson            | ombudsman                                   |       | Socialdemokraterna           | Södermanlands län    |                                                                     |
| 83  | Ingrid Ludvigsson           | kontorist                                   |       | Socialdemokraterna           | Södermanlands län    |                                                                     |
| 84  | Tage Larfors                | direktör                                    |       | Socialdemokraterna           | Södermanlands län    |                                                                     |
| 85  | Per-Olof Strindberg         | ombudsman                                   |       | Moderata samlingspartiet     | Östergötlands län    |                                                                     |
| 86  | Kurt Söderström             | ingenjör                                    |       | Moderata samlingspartiet     | Östergötlands län    |                                                                     |
| 87  | Anders Dahlgren             | lantbrukare                                 |       | Centerpartiet                | Östergötlands län    |                                                                     |
| 88  | Åke Polstam                 | kriminalinspektör                           |       | Centerpartiet                | Östergötlands län    |                                                                     |
| 89  | Erik Glimnér                | lantbrukare                                 |       | Centerpartiet                | Östergötlands län    |                                                                     |
| 90  | Marianne Karlsson           | fru                                         |       | Centerpartiet                | Östergötlands län    |                                                                     |
| 91  | Kersti Swartz               | fru                                         |       | Folkpartiet                  | Östergötlands län    |                                                                     |
| 92  | Erik Wärnberg               | trävaruhandlare                             |       | Socialdemokraterna           | Östergötlands län    |                                                                     |
| 93  | Carl Lidbom                 | statsråd                                    |       | Socialdemokraterna           | Östergötlands län    |                                                                     |
| 94  | Lars Henrikson              | ombudsman                                   |       | Socialdemokraterna           | Östergötlands län    |                                                                     |
| 95  | Maj-Lis Landberg            | överförmyndare                              |       | Socialdemokraterna           | Östergötlands län    |                                                                     |
| 96  | Oscar Franzén               | metallarbetare                              |       | Socialdemokraterna           | Östergötlands län    |                                                                     |
| 97  | Gillis Augustsson           | järnbruksarbetare                           |       | Socialdemokraterna           | Östergötlands län    |                                                                     |
| 98  | Ingemar Leander             | folkskollärare                              |       | Socialdemokraterna           | Östergötlands län    |                                                                     |
| 99  | Christer Nilsson            | socionom                                    |       | Socialdemokraterna           | Östergötlands län    |                                                                     |
| 100 | Nils Berndtson              | partiombudsman                              |       | Vänsterpartiet kommunisterna | Östergötlands län    |                                                                     |
| 101 | Carl-Wilhelm Lothigius      | hemmansägare                                |       | Moderata samlingspartiet     | Jönköpings län       |                                                                     |
| 102 | Anders Björck               | redaktör                                    |       | Moderata samlingspartiet     | Jönköpings län       |                                                                     |
| 103 | Torsten Bengtson            | redaktör, förste vice talman                |       | Centerpartiet                | Jönköpings län       |                                                                     |
| 104 | Sven Johansson              | pastor                                      |       | Centerpartiet                | Jönköpings län       |                                                                     |
| 105 | Arne Fransson               | kamrer                                      |       | Centerpartiet                | Jönköpings län       |                                                                     |
| 106 | Arne Magnusson              | lantbrukare                                 |       | Centerpartiet                | Jönköpings län       |                                                                     |
| 107 | Rolf Wirtén                 | folkskollärare                              |       | Folkpartiet                  | Jönköpings län       |                                                                     |
| 108 | Linnea Hörlén               | adjunkt                                     |       | Folkpartiet                  | Jönköpings län       |                                                                     |
| 109 | Göran Karlsson              | redaktör                                    |       | Socialdemokraterna           | Jönköpings län       |                                                                     |
| 110 | Karl Rask                   | fabrikör                                    |       | Socialdemokraterna           | Jönköpings län       |                                                                     |
| 111 | Tage Johansson              | assistent                                   |       | Socialdemokraterna           | Jönköpings län       |                                                                     |
| 112 | Åke Gustavsson              | redaktör                                    |       | Socialdemokraterna           | Jönköpings län       |                                                                     |
| 113 | Catarina Rönnung            | ämneslärare                                 |       | Socialdemokraterna           | Jönköpings län       |                                                                     |
| 114 | Erik Hovhammar              | bruksdiponent                               |       | Moderata samlingspartiet     | Kronobergs län       |                                                                     |
| 115 | Rune Gustavsson             | socionom                                    |       | Centerpartiet                | Kronobergs län       |                                                                     |
| 116 | Bertil Johansson            | lantbrukare                                 |       | Centerpartiet                | Kronobergs län       |                                                                     |
| 117 | Ingegärd Oskarsson          | fru                                         |       | Centerpartiet                | Kronobergs län       |                                                                     |
| 118 | Rune Johansson i Ljungby    | statsråd och chef för inrikesdepartementet  |       | Socialdemokraterna           | Kronobergs län       |                                                                     |
| 119 | Bengt Fagerlund             | försäljningsassistent                       |       | Socialdemokraterna           | Kronobergs län       |                                                                     |
| 120 | Kjell Nilsson               | metallarbetare                              |       | Socialdemokraterna           | Kronobergs län       |                                                                     |
| 121 | Erik Krönmark               | lantbrukare                                 |       | Moderata samlingspartiet     | Kalmar län           |                                                                     |
| 122 | Lars Schött                 | fögderidirektör                             |       | Moderata samlingspartiet     | Kalmar län           |                                                                     |
| 123 | Fritz Börjesson             | lantbrukare                                 |       | Centerpartiet                | Kalmar län           |                                                                     |
| 124 | Gösta Andersson             | skogsarbetare                               |       | Centerpartiet                | Kalmar län           |                                                                     |
| 125 | Ivan Svanström              | lantbrukare                                 |       | Centerpartiet                | Kalmar län           |                                                                     |
| 126 | Stig Alemyr                 | rektor                                      |       | Socialdemokraterna           | Kalmar län           |                                                                     |
| 127 | Bertil Peterson             | ombudsman                                   |       | Socialdemokraterna           | Kalmar län           |                                                                     |
| 128 | Bernt Nilsson               | ombudsman                                   |       | Socialdemokraterna           | Kalmar län           |                                                                     |
| 129 | Birger Rosqvist             | mästerlots                                  |       | Socialdemokraterna           | Kalmar län           |                                                                     |
| 130 | Arne Andersson              | kommunalråd                                 |       | Socialdemokraterna           | Kalmar län           |                                                                     |
| 131 | Torsten Gustafsson          | lantbrukare                                 |       | Centerpartiet                | Gotlands län         |                                                                     |
| 132 | Per-Axel Nilsson            | avdelningschef                              |       | Socialdemokraterna           | Gotlands län         |                                                                     |
| 133 | Hans Wachtmeister           | godsägare                                   |       | Moderata samlingspartiet     | Blekinge län         |                                                                     |
| 134 | Claes Elmstedt              | lantbrukare                                 |       | Moderata samlingspartiet     | Blekinge län         |                                                                     |
| 135 | Karl-Anders Petersson       | lantbrukare                                 |       | Centerpartiet                | Blekinge län         |                                                                     |
| 136 | Valdo Carlström             | direktör                                    |       | Folkpartiet                  | Blekinge län         |                                                                     |
| 137 | Helge Karlsson              | metallarbetare                              |       | Socialdemokraterna           | Blekinge län         |                                                                     |
| 138 | Ralf Lindström              | ombudsman                                   |       | Socialdemokraterna           | Blekinge län         |                                                                     |
| 139 | Mats Olsson                 | sparbankskonsulent                          |       | Socialdemokraterna           | Blekinge län         |                                                                     |
| 140 | Yngve Nilsson               | lantbrukare                                 |       | Moderata samlingspartiet     | Kristianstads län    |                                                                     |
| 141 | Wiggo Komstedt              | disponent                                   |       | Moderata samlingspartiet     | Kristianstads län    |                                                                     |
| 142 | Einar Larsson               | lantbrukare                                 |       | Centerpartiet                | Kristianstads län    |                                                                     |
| 143 | Anna-Lisa Nilsson           | handelsträdgårdsmästare                     |       | Centerpartiet                | Kristianstads län    |                                                                     |
| 144 | Egon Andreasson             | lantbrukare                                 |       | Centerpartiet                | Kristianstads län    |                                                                     |
| 145 | Ulla Ekelund                | tillsynslärare                              |       | Centerpartiet                | Kristianstads län    |                                                                     |
| 146 | Martin Henmark              | major                                       |       | Folkpartiet                  | Kristianstads län    |                                                                     |
| 147 | Nils Erik Wååg              | byggnadsingenjör                            |       | Socialdemokraterna           | Kristianstads län    |                                                                     |
| 148 | Erik Johansson              | arbetsförmedlingsföreståndare               |       | Socialdemokraterna           | Kristianstads län    |                                                                     |
| 149 | Gusti Gustavsson            | elinstallatör                               |       | Socialdemokraterna           | Kristianstads län    |                                                                     |
| 150 | Börje Nilsson               | socionom                                    |       | Socialdemokraterna           | Kristianstads län    |                                                                     |
| 151 | Lennart Bladh               | yrkesvalslärare                             |       | Socialdemokraterna           | Kristianstads län    |                                                                     |
| 152 | Carl Göran Regnéll          | bankdirektör                                |       | Moderata samlingspartiet     | Fyrstadskretsen      |                                                                     |
| 153 | Mårten Werner               | komminister                                 |       | Moderata samlingspartiet     | Fyrstadskretsen      |                                                                     |
| 154 | Rolf Clarkson               | direktör                                    |       | Moderata samlingspartiet     | Fyrstadskretsen      |                                                                     |
| 155 | Ulla Jacobsson              | bitr. prof.                                 |       | Moderata samlingspartiet     | Fyrstadskretsen      |                                                                     |
| 156 | Bertil Fiskesjö             | universitetslektor                          |       | Centerpartiet                | Fyrstadskretsen      |                                                                     |
| 157 | Ulla Tillander              | ämneslärare                                 |       | Centerpartiet                | Fyrstadskretsen      |                                                                     |
| 158 | Alfred Håkansson            | lantbrukare                                 |       | Centerpartiet                | Fyrstadskretsen      |                                                                     |
| 159 | Alma Olsson                 | fru                                         |       | Centerpartiet                | Fyrstadskretsen      |                                                                     |
| 160 | Sten Sjöholm                | kronofogde                                  |       | Folkpartiet                  | Fyrstadskretsen      |                                                                     |
| 161 | Sigfrid Löfgren             | disponent                                   |       | Folkpartiet                  | Fyrstadskretsen      |                                                                     |
| 162 | Eric Holmqvist              | statsråd                                    |       | Socialdemokraterna           | Fyrstadskretsen      |                                                                     |
| 163 | Erik Adamsson               | expeditör                                   |       | Socialdemokraterna           | Fyrstadskretsen      |                                                                     |
| 164 | Anna-Greta Skantz           | ombudsman                                   |       | Socialdemokraterna           | Fyrstadskretsen      |                                                                     |
| 165 | Grethe Lundblad             | socialinspektör                             |       | Socialdemokraterna           | Fyrstadskretsen      |                                                                     |
| 166 | Lennart Pettersson          | universitetslärare                          |       | Socialdemokraterna           | Fyrstadskretsen      |                                                                     |
| 167 | Hugo Bengtsson              | plåtslagare                                 |       | Socialdemokraterna           | Fyrstadskretsen      |                                                                     |
| 168 | Eric Jönsson                | ombudsman                                   |       | Socialdemokraterna           | Fyrstadskretsen      |                                                                     |
| 169 | Hans Pettersson             | ombudsman                                   |       | Socialdemokraterna           | Fyrstadskretsen      |                                                                     |
| 170 | Arne Pettersson             | sekreterare                                 |       | Socialdemokraterna           | Fyrstadskretsen      |                                                                     |
| 171 | Kurt Ove Johansson          | ombudsman                                   |       | Socialdemokraterna           | Fyrstadskretsen      |                                                                     |
| 172 | Jörn Svensson               | planeringsdirektör                          |       | Vänsterpartiet kommunisterna | Fyrstadskretsen      |                                                                     |
| 173 | Ingrid Sundberg             | fru                                         |       | Moderata samlingspartiet     | Malmöhus län         |                                                                     |
| 174 | Knut Wachtmeister           | godsägare                                   |       | Moderata samlingspartiet     | Malmöhus län         |                                                                     |
| 175 | Thorsten Larsson            | lantbrukare                                 |       | Centerpartiet                | Malmöhus län         |                                                                     |
| 176 | Stig Josefson               | lantbrukare                                 |       | Centerpartiet                | Malmöhus län         |                                                                     |
| 177 | Sonja Fredgardh-Svensson    | redaktör                                    |       | Centerpartiet                | Malmöhus län         |                                                                     |
| 178 | Inger Ingvar-Svensson       | fru                                         |       | Centerpartiet                | Malmöhus län         |                                                                     |
| 179 | Hans Petersson i Röstånga   | folkskollärare                              |       | Folkpartiet                  | Malmöhus län         |                                                                     |
| 180 | Gunnar Lange                | förutvarande statsråd                       |       | Socialdemokraterna           | Malmöhus län         |                                                                     |
| 181 | Mary Holmqvist              | barnavårdsman                               |       | Socialdemokraterna           | Malmöhus län         | avled 16 juni 1974, ersatt av Margit Sandéhn (från 10 oktober 1974) |
| 182 | Hans Jönsson                | ombudsman                                   |       | Socialdemokraterna           | Malmöhus län         |                                                                     |
| 183 | John Johnsson               | ombudsman                                   |       | Socialdemokraterna           | Malmöhus län         |                                                                     |
| 184 | Per Olof Håkansson          | byggnadsingenjör                            |       | Socialdemokraterna           | Malmöhus län         |                                                                     |
| 185 | Gunnar Oscarsson            | kapten                                      |       | Moderata samlingspartiet     | Hallands län         |                                                                     |
| 186 | Johannes Antonsson          | hemmansägare                                |       | Centerpartiet                | Hallands län         |                                                                     |
| 187 | Alvar Andersson (politiker) | lantbrukare                                 |       | Centerpartiet                | Hallands län         |                                                                     |
| 188 | Axel Kristiansson           | lantbrukare                                 |       | Centerpartiet                | Hallands län         |                                                                     |
| 189 | Karl Bengtsson              | verkmästare                                 |       | Folkpartiet                  | Hallands län         |                                                                     |
| 190 | Ingemund Bengtsson          | statsråd                                    |       | Socialdemokraterna           | Hallands län         |                                                                     |
| 191 | Evert Hedberg               | ombudsman                                   |       | Socialdemokraterna           | Hallands län         |                                                                     |
| 192 | Owe Andréasson              | verktygsmakare                              |       | Socialdemokraterna           | Hallands län         |                                                                     |
| 193 | Ove Nordstrandh             | lektor                                      |       | Moderata samlingspartiet     | Göteborgs kommun     |                                                                     |
| 194 | Inger Lindquist             | rådman                                      |       | Moderata samlingspartiet     | Göteborgs kommun     |                                                                     |
| 195 | Bo Siegbahn                 | ambassadör                                  |       | Moderata samlingspartiet     | Göteborgs kommun     |                                                                     |
| 196 | Rune Torwald                | personalchef                                |       | Centerpartiet                | Göteborgs kommun     |                                                                     |
| 197 | Bengt Bengtsson, f. 1920    | partiombudsman                              |       | Centerpartiet                | Göteborgs kommun     |                                                                     |
| 198 | Christina Rogestam          | avdelningschef                              |       | Centerpartiet                | Göteborgs kommun     |                                                                     |
| 199 | Sven Gustafson              | bankkamrer                                  |       | Folkpartiet                  | Göteborgs kommun     |                                                                     |
| 200 | Ingegärd Fraenkel           | studierektor                                |       | Folkpartiet                  | Göteborgs kommun     |                                                                     |
| 201 | Björn Molin                 | docent                                      |       | Folkpartiet                  | Göteborgs kommun     |                                                                     |
| 202 | Nils Hörberg                | försäkringstjänsteman                       |       | Folkpartiet                  | Göteborgs kommun     |                                                                     |
| 203 | Per Bergman                 | direktör                                    |       | Socialdemokraterna           | Göteborgs kommun     |                                                                     |
| 204 | Valter Kristensson          | metallarbetare                              |       | Socialdemokraterna           | Göteborgs kommun     |                                                                     |
| 205 | Lisa Mattsson               | redaktör                                    |       | Socialdemokraterna           | Göteborgs kommun     |                                                                     |
| 206 | Kurt Hugosson               | byråchef                                    |       | Socialdemokraterna           | Göteborgs kommun     |                                                                     |
| 207 | Doris Håvik                 | assistent                                   |       | Socialdemokraterna           | Göteborgs kommun     |                                                                     |
| 208 | Jan Bergqvist               | pol. mag.                                   |       | Socialdemokraterna           | Göteborgs kommun     |                                                                     |
| 209 | Lars-Ingvar Sörenson        | lokförare                                   |       | Socialdemokraterna           | Göteborgs kommun     |                                                                     |
| 210 | Gösta Gustafsson            | mätningsföreståndare                        |       | Socialdemokraterna           | Göteborgs kommun     |                                                                     |
| 211 | Gunvor Ryding               | industritjänsteman                          |       | Vänsterpartiet kommunisterna | Göteborgs kommun     |                                                                     |
| 212 | Karl Hallgren               | stuveriarbetare                             |       | Vänsterpartiet kommunisterna | Göteborgs kommun     |                                                                     |
| 213 | Nils Carlshamre             | lektor                                      |       | Moderata samlingspartiet     | Bohuslän             |                                                                     |
| 214 | Gunnar Johansson            | lantbrukare                                 |       | Moderata samlingspartiet     | Bohuslän             |                                                                     |
| 215 | Lennart Mattsson            | studieledare                                |       | Centerpartiet                | Bohuslän             |                                                                     |
| 216 | Kjell A. Mattsson           | lantbrukare                                 |       | Centerpartiet                | Bohuslän             |                                                                     |
| 217 | Märta Fredrikson            | verksamhetsledare                           |       | Centerpartiet                | Bohuslän             |                                                                     |
| 218 | Georg Åberg                 | fiskeriombudsman                            |       | Folkpartiet                  | Bohuslän             |                                                                     |
| 219 | Torkel Lindahl              | segelmakare                                 |       | Folkpartiet                  | Bohuslän             |                                                                     |
| 220 | Gunnar Gustafsson           | socionom                                    |       | Socialdemokraterna           | Bohuslän             | avgick 15 oktober 1975, ersatt av Karl-Erik Svartberg               |
| 221 | Evert Svensson              | socionom                                    |       | Socialdemokraterna           | Bohuslän             |                                                                     |
| 222 | Nils Magnusson              | lantbrukare                                 |       | Socialdemokraterna           | Bohuslän             |                                                                     |
| 223 | Tyra Johansson              | kontorist                                   |       | Socialdemokraterna           | Bohuslän             |                                                                     |
| 224 | Arne Andersson              | lantbrukare                                 |       | Moderata samlingspartiet     | Älvsborgs läns norra |                                                                     |
| 225 | Olle Eriksson               | entreprenör                                 |       | Centerpartiet                | Älvsborgs läns norra |                                                                     |
| 226 | Kerstin Andersson           | folkskollärare                              |       | Centerpartiet                | Älvsborgs läns norra |                                                                     |
| 227 | Gunde Raneskog              | lantbrukare                                 |       | Centerpartiet                | Älvsborgs läns norra |                                                                     |
| 228 | Elver Jonsson               | postiljon                                   |       | Folkpartiet                  | Älvsborgs läns norra |                                                                     |
| 229 | Hilding Johansson           | fil. dr                                     |       | Socialdemokraterna           | Älvsborgs läns norra |                                                                     |
| 230 | Lars-Åke Larsson            | ombudsman                                   |       | Socialdemokraterna           | Älvsborgs läns norra |                                                                     |
| 231 | Rune Johansson, f. 1930     | verkstadsarbetare                           |       | Socialdemokraterna           | Älvsborgs läns norra |                                                                     |
| 232 | Wivi-Anne Radesjö           | fru                                         |       | Socialdemokraterna           | Älvsborgs läns norra |                                                                     |
| 233 | Tage Magnusson              | disponent                                   |       | Moderata samlingspartiet     | Älvsborgs läns södra |                                                                     |
| 234 | Hans Nyhage                 | rektor                                      |       | Moderata samlingspartiet     | Älvsborgs läns södra |                                                                     |
| 235 | Arne Persson                | lantbrukare                                 |       | Centerpartiet                | Älvsborgs läns södra |                                                                     |
| 236 | Maj Pehrsson                | kassör                                      |       | Centerpartiet                | Älvsborgs läns södra |                                                                     |
| 237 | Gunnar Sträng               | statsråd                                    |       | Socialdemokraterna           | Älvsborgs läns södra |                                                                     |
| 238 | Rune Carlstein              | stadskassör                                 |       | Socialdemokraterna           | Älvsborgs läns södra |                                                                     |
| 239 | Gördis Hörnlund             | fru                                         |       | Socialdemokraterna           | Älvsborgs läns södra |                                                                     |
| 240 | Ivar Virgin                 | kapten                                      |       | Moderata samlingspartiet     | Skaraborgs län       |                                                                     |
| 241 | Karl Leuchovius             | lantbrukare                                 |       | Moderata samlingspartiet     | Skaraborgs län       |                                                                     |
| 242 | Harald Pettersson           | lantbrukare                                 |       | Centerpartiet                | Skaraborgs län       |                                                                     |
| 243 | Bengt Börjesson             | kamrer                                      |       | Centerpartiet                | Skaraborgs län       |                                                                     |
| 244 | Gunilla André               | fru                                         |       | Centerpartiet                | Skaraborgs län       |                                                                     |
| 245 | Ingemar Hallenius           | lantbrukare                                 |       | Centerpartiet                | Skaraborgs län       |                                                                     |
| 246 | Gunnar Hyltander            | köpman                                      |       | Folkpartiet                  | Skaraborgs län       |                                                                     |
| 247 | Paul Jansson                | elektriker                                  |       | Socialdemokraterna           | Skaraborgs län       |                                                                     |
| 248 | Arne Blomkvist              | porslinsarbetare                            |       | Socialdemokraterna           | Skaraborgs län       |                                                                     |
| 249 | Eva Åsbrink                 | rektor                                      |       | Socialdemokraterna           | Skaraborgs län       |                                                                     |
| 250 | Sven-Gösta Signell          | ombudsman                                   |       | Socialdemokraterna           | Skaraborgs län       |                                                                     |
| 251 | Per-Erik Nisser             | lantbrukare                                 |       | Moderata samlingspartiet     | Värmlands län        |                                                                     |
| 252 | Bertil Jonasson             | småbrukare                                  |       | Centerpartiet                | Värmlands län        |                                                                     |
| 253 | Karl-Eric Norrby            | lantbrukare                                 |       | Centerpartiet                | Värmlands län        |                                                                     |
| 254 | Allan Gustafsson            | hönseriägare                                |       | Centerpartiet                | Värmlands län        |                                                                     |
| 255 | Karl-Erik Eriksson          | lantbrukare                                 |       | Folkpartiet                  | Värmlands län        |                                                                     |
| 256 | Sven Aspling                | statsråd                                    |       | Socialdemokraterna           | Värmlands län        |                                                                     |
| 257 | Viola Sandell               | fröken                                      |       | Socialdemokraterna           | Värmlands län        | avgick 31 december 1975, ersatt av Gunnar Olsson                    |
| 258 | Karl-Gustav Andersson       | rörverksarbetare                            |       | Socialdemokraterna           | Värmlands län        |                                                                     |
| 259 | Holger Mossberg             | fabriksarbetare                             |       | Socialdemokraterna           | Värmlands län        |                                                                     |
| 260 | Elvy Nilsson                | fru                                         |       | Socialdemokraterna           | Värmlands län        |                                                                     |
| 261 | Magnus Persson              | ombudsman                                   |       | Socialdemokraterna           | Värmlands län        |                                                                     |
| 262 | John Magnusson              | konduktör                                   |       | Vänsterpartiet kommunisterna | Värmlands län        |                                                                     |
| 263 | Per-Eric Ringaby            | godsägare                                   |       | Moderata samlingspartiet     | Örebro län           |                                                                     |
| 264 | Erik Larsson                | lantbrukare                                 |       | Centerpartiet                | Örebro län           |                                                                     |
| 265 | Georg Pettersson            | partiombudsman                              |       | Centerpartiet                | Örebro län           |                                                                     |
| 266 | Sigvard Karlehagen          | läkare                                      |       | Centerpartiet                | Örebro län           |                                                                     |
| 267 | Sven Andersson i Örebro     | frisörmästare                               |       | Folkpartiet                  | Örebro län           |                                                                     |
| 268 | Henry Allard                | f.d. försäljningschef                       |       | Socialdemokraterna           | Örebro län           |                                                                     |
| 269 | Helge Hagberg               | kommunalråd                                 |       | Socialdemokraterna           | Örebro län           |                                                                     |
| 270 | Åke Larsson                 | arbetsförmedlingsföreståndare               |       | Socialdemokraterna           | Örebro län           |                                                                     |
| 271 | Kerstin Andersson           | barbiträde                                  |       | Socialdemokraterna           | Örebro län           |                                                                     |
| 272 | Sture Ericson               | chefredaktör                                |       | Socialdemokraterna           | Örebro län           |                                                                     |
| 273 | Ingemar Konradsson          | kommunalråd                                 |       | Socialdemokraterna           | Örebro län           |                                                                     |
| 274 | Per Israelsson              | apparatskötare                              |       | Vänsterpartiet kommunisterna | Örebro län           |                                                                     |
| 275 | Tage Adolfsson              | företagare                                  |       | Moderata samlingspartiet     | Västmanlands län     |                                                                     |
| 276 | Anton Fågelsbo              | lantbrukare                                 |       | Centerpartiet                | Västmanlands län     |                                                                     |
| 277 | Anders Gernandt             | ingenjör                                    |       | Centerpartiet                | Västmanlands län     |                                                                     |
| 278 | Kerstin Göthberg            | fru                                         |       | Centerpartiet                | Västmanlands län     |                                                                     |
| 279 | Eric Enlund                 | lantbrukare                                 |       | Folkpartiet                  | Västmanlands län     |                                                                     |
| 280 | Olle Göransson              | verkmästare                                 |       | Socialdemokraterna           | Västmanlands län     |                                                                     |
| 281 | Sven Hammarberg             | ombudsman                                   |       | Socialdemokraterna           | Västmanlands län     |                                                                     |
| 282 | Lena Hjelm-Wallén           | adjunkt                                     |       | Socialdemokraterna           | Västmanlands län     |                                                                     |
| 283 | Eric Marcusson              | ombudsman                                   |       | Socialdemokraterna           | Västmanlands län     |                                                                     |
| 284 | Thure Jadestig              | föreståndare                                |       | Socialdemokraterna           | Västmanlands län     |                                                                     |
| 285 | Roland Sundgren             | ombudsman                                   |       | Socialdemokraterna           | Västmanlands län     |                                                                     |
| 286 | Rune Pettersson             | ombudsman                                   |       | Vänsterpartiet kommunisterna | Västmanlands län     |                                                                     |
| 287 | Bo Turesson                 | distriktslantmätare                         |       | Moderata samlingspartiet     | Kopparbergs län      |                                                                     |
| 288 | Karl Boo                    | kontrollasistent                            |       | Centerpartiet                | Kopparbergs län      |                                                                     |
| 289 | Birgitta Hambraeus          | fru                                         |       | Centerpartiet                | Kopparbergs län      |                                                                     |
| 290 | Erik Carlsson               | bonde                                       |       | Centerpartiet                | Kopparbergs län      |                                                                     |
| 291 | Rolf Rämgård                | köpman                                      |       | Centerpartiet                | Kopparbergs län      |                                                                     |
| 292 | Anders Jonsson              | möbelhandlare                               |       | Folkpartiet                  | Kopparbergs län      |                                                                     |
| 293 | Kjell-Olof Feldt            | statssekreterare                            |       | Socialdemokraterna           | Kopparbergs län      |                                                                     |
| 294 | Sven Mellqvist              | expeditör                                   |       | Socialdemokraterna           | Kopparbergs län      |                                                                     |
| 295 | Torsten Fredriksson         | gruvarbetare                                |       | Socialdemokraterna           | Kopparbergs län      |                                                                     |
| 296 | Gudrun Sundström            | fru                                         |       | Socialdemokraterna           | Kopparbergs län      |                                                                     |
| 297 | Åke Green                   | studieombudsman                             |       | Socialdemokraterna           | Kopparbergs län      |                                                                     |
| 298 | Ove Karlsson                | arbetsledare                                |       | Socialdemokraterna           | Kopparbergs län      |                                                                     |
| 299 | Lars-Ove Hagberg            | järnbruksarbetare                           |       | Vänsterpartiet kommunisterna | Kopparbergs län      |                                                                     |
| 300 | Hans Nordgren               | skräddarmästare                             |       | Moderata samlingspartiet     | Gävleborgs län       |                                                                     |
| 301 | John Eriksson i Bäckmora    | f.d. ombudsman                              |       | Centerpartiet                | Gävleborgs län       | avled 6 mars 1974, ersatt av Johan A. Olsson (från 12 mars 1974)    |
| 302 | Gunnel Jonäng               | fru                                         |       | Centerpartiet                | Gävleborgs län       |                                                                     |
| 303 | Gunnar Björk                | förbundsordförande                          |       | Centerpartiet                | Gävleborgs län       |                                                                     |
| 304 | Olle Westberg i Ljusdal     | rektor                                      |       | Folkpartiet                  | Gävleborgs län       |                                                                     |
| 305 | Sven Ekström                | kommunalkamrer                              |       | Socialdemokraterna           | Gävleborgs län       |                                                                     |
| 306 | Anders Haglund              | f.d. förvaltningschef                       |       | Socialdemokraterna           | Gävleborgs län       |                                                                     |
| 307 | Bertil Löfberg              | statsråd                                    |       | Socialdemokraterna           | Gävleborgs län       | avgick 20 maj 1975, ersatt av Stig Alftin                           |
| 308 | Gunbjörg Thunvall           | fru                                         |       | Socialdemokraterna           | Gävleborgs län       |                                                                     |
| 309 | Olle Westberg i Hofors      | svarvare                                    |       | Socialdemokraterna           | Gävleborgs län       |                                                                     |
| 310 | Olov Östrand                | mätningsföreståndare                        |       | Socialdemokraterna           | Gävleborgs län       |                                                                     |
| 311 | Åke Gillström               | rektor                                      |       | Socialdemokraterna           | Gävleborgs län       |                                                                     |
| 312 | Bertil Måbrink              | ombudsman                                   |       | Vänsterpartiet kommunisterna | Gävleborgs län       |                                                                     |
| 313 | Håkan Winberg               | hovrättsassistent                           |       | Moderata samlingspartiet     | Västernorrlands län  |                                                                     |
| 314 | Thorbjörn Fälldin           | lantbrukare                                 |       | Centerpartiet                | Västernorrlands län  |                                                                     |
| 315 | Martin Olsson               | bankkamrer                                  |       | Centerpartiet                | Västernorrlands län  |                                                                     |
| 316 | Sven Erik Nordin            | lantbrukare                                 |       | Centerpartiet                | Västernorrlands län  |                                                                     |
| 317 | Rolf Sellgren               | transportplaneringschef                     |       | Folkpartiet                  | Västernorrlands län  |                                                                     |
| 318 | Ivar Högström               | bostadsdirektör                             |       | Socialdemokraterna           | Västernorrlands län  |                                                                     |
| 319 | Bernhard Sundelin           | åkeriägare                                  |       | Socialdemokraterna           | Västernorrlands län  |                                                                     |
| 320 | Bengt Wiklund               | journalist                                  |       | Socialdemokraterna           | Västernorrlands län  |                                                                     |
| 321 | Stig Olsson                 | mätningsman                                 |       | Socialdemokraterna           | Västernorrlands län  |                                                                     |
| 322 | Otto Stadling               | hemmansägare                                |       | Socialdemokraterna           | Västernorrlands län  |                                                                     |
| 323 | Ann Mari Laag               | småskollärare                               |       | Socialdemokraterna           | Västernorrlands län  | avled 30 mars 1975, ersatt av Bo Forslund (från 2 april 1975)       |
| 324 | Gustav Lorentzon            | ombudsman                                   |       | Vänsterpartiet kommunisterna | Västernorrlands län  |                                                                     |
| 325 | Nils Åsling                 | lantbrukare                                 |       | Centerpartiet                | Jämtlands län        |                                                                     |
| 326 | Per Stjernström             | lantbrukare                                 |       | Centerpartiet                | Jämtlands län        |                                                                     |
| 327 | Birger Nilsson              | ombudsman                                   |       | Socialdemokraterna           | Jämtlands län        |                                                                     |
| 328 | Valfrid Wikner              | länsskogvaktmästare                         |       | Socialdemokraterna           | Jämtlands län        |                                                                     |
| 329 | Sven Lindberg               | ombudsman                                   |       | Socialdemokraterna           | Jämtlands län        |                                                                     |
| 330 | Tore Nilsson                | predikant                                   |       | Moderata samlingspartiet     | Västerbottens län    |                                                                     |
| 331 | Jan-Ivan Nilsson            | lantbrukare                                 |       | Centerpartiet                | Västerbottens län    |                                                                     |
| 332 | Svea Wiklund                | kommunalstämmoordförande                    |       | Centerpartiet                | Västerbottens län    |                                                                     |
| 333 | Nils-Eric Gustafsson        | småbrukare                                  |       | Centerpartiet                | Västerbottens län    |                                                                     |
| 334 | Rune Ångström               | direktör                                    |       | Folkpartiet                  | Västerbottens län    |                                                                     |
| 335 | Arne Nygren                 | redaktör                                    |       | Socialdemokraterna           | Västerbottens län    |                                                                     |
| 336 | Roland Brännström           | verkmästare                                 |       | Socialdemokraterna           | Västerbottens län    |                                                                     |
| 337 | Georg Andersson             | rektor                                      |       | Socialdemokraterna           | Västerbottens län    |                                                                     |
| 338 | Lilly Hansson               | sjukvårdare                                 |       | Socialdemokraterna           | Västerbottens län    |                                                                     |
| 339 | Hagar Normark               | fru                                         |       | Socialdemokraterna           | Västerbottens län    |                                                                     |
| 340 | Per Petersson i Gäddvik     | hemmansägare                                |       | Moderata samlingspartiet     | Norrbottens län      |                                                                     |
| 341 | Torsten Stridsman           | ombudsman                                   |       | Centerpartiet                | Norrbottens län      |                                                                     |
| 342 | Filip Johansson             | lantbrukare                                 |       | Centerpartiet                | Norrbottens län      |                                                                     |
| 343 | Ingvar Svanberg             | skoldirektör                                |       | Socialdemokraterna           | Norrbottens län      |                                                                     |
| 344 | Bengt Norling               | statsråd                                    |       | Socialdemokraterna           | Norrbottens län      |                                                                     |
| 345 | Frida Berglund              | skolsköterska                               |       | Socialdemokraterna           | Norrbottens län      |                                                                     |
| 346 | Karl-Erik Häll              | ombudsman                                   |       | Socialdemokraterna           | Norrbottens län      |                                                                     |
| 347 | Uno Hedström                | hemmansägare                                |       | Socialdemokraterna           | Norrbottens län      |                                                                     |
| 348 | Thure Dahlberg              | ombudsman                                   |       | Socialdemokraterna           | Norrbottens län      |                                                                     |
| 349 | Eivor Marklund              | fru                                         |       | Vänsterpartiet kommunisterna | Norrbottens län      |                                                                     |
| 350 | Alf Lövenborg               | redaktör                                    |       | Vänsterpartiet kommunisterna | Norrbottens län      |                                                                     |

## Invalda ledamöter som avgick innan riksdagen tillträdde
Fyra av de som valdes som ledamöter i valet 1973 hade begärt entledigande innan den nya riksdagen samlades.
| Riksdagsledamot | Yrke            | Parti | Parti              | Valkrets          | Ersatt av          |
| --------------- | --------------- | ----- | ------------------ | ----------------- | ------------------ |
| Olle Dahlén     | pol. mag.       |       | Folkpartiet        | Stockholms kommun | Ola Ullsten        |
| Krister Wickman | utrikesminister |       | Socialdemokraterna | Stockholms län    | Lilly Bergander    |
| Alf Pettersson  | ombudsman       |       | Socialdemokraterna | Fyrstadskretsen   | Kurt Ove Johansson |
| Sven Moberg     | statsråd        |       | Socialdemokraterna | Örebro län        | Helge Hagberg      |

## Talmans- och statsrådsersättare
Från och med februari 1974 fungerar talman och regeringsmedlemmar inte längre som riksdagsledamöter utan ersätts av suppleanter. Följande personer var talmans- och statsrådsersättare under mandatperioden:
| Riksdagsledamot       | Yrke                 | Parti | Parti              | Valkrets             | Ersätter                      | Startdatum       | Slutdatum        | Anmärkningar                                                         |
| --------------------- | -------------------- | ----- | ------------------ | -------------------- | ----------------------------- | ---------------- | ---------------- | -------------------------------------------------------------------- |
| Barbro Engman         | avdelningsordförande |       | Socialdemokraterna | Stockholms kommun    | statsminister Olof Palme      | 15 februari 1974 |                  |                                                                      |
| Lars Ulander          |                      |       | Socialdemokraterna | Stockholms kommun    | statsrådet Gertrud Sigurdsen  | 15 februari 1974 |                  |                                                                      |
| Stig Gustafsson       |                      |       | Socialdemokraterna | Stockholms kommun    | statsrådet Lennart Geijer     | 15 februari 1974 |                  |                                                                      |
| Turid Ström           |                      |       | Socialdemokraterna | Stockholms kommun    | statsrådet Bertil Zachrisson  | 15 februari 1974 |                  |                                                                      |
| Kerstin Jordan        | chefredaktör         |       | Socialdemokraterna | Stockholms län       | statsrådet Ingvar Carlsson    | 15 februari 1974 |                  |                                                                      |
| Carl-Erik Lundgren    |                      |       | Socialdemokraterna | Stockholms län       | statsrådet Anna-Greta Leijon  | 15 februari 1974 |                  |                                                                      |
| Sören Lekberg         |                      |       | Socialdemokraterna | Stockholms län       | statsrådet Thage G. Peterson  | 11 november 1975 |                  |                                                                      |
| Olle Svensson         | chefredaktör         |       | Socialdemokraterna | Södermanlands län    | statsrådet Svante Lundkvist   | 15 februari 1974 |                  |                                                                      |
| Holger Bergman        | svetsare             |       | Socialdemokraterna | Södermanlands län    | statsrådet Sven Andersson     | 15 februari 1974 |                  |                                                                      |
| Maria Lagergren       | föreståndare         |       | Socialdemokraterna | Östergötlands län    | statsrådet Carl Lidbom        | 15 februari 1974 |                  |                                                                      |
| Ulla Johansson        | småskollärare        |       | Socialdemokraterna | Kronobergs län       | statsrådet Rune B. Johansson  | 15 februari 1974 |                  |                                                                      |
| Ingalill Ekholm-Frank |                      |       | Socialdemokraterna | Fyrstadskretsen      | statsrådet Eric Holmqvist     | 15 februari 1974 |                  |                                                                      |
| Maja Ohlin            |                      |       | Socialdemokraterna | Hallands län         | statsrådet Ingemund Bengtsson | 15 februari 1974 |                  |                                                                      |
| Berit Frändås         |                      |       | Socialdemokraterna | Älvsborgs läns södra | statsrådet Gunnar Sträng      | 15 februari 1974 |                  |                                                                      |
| Gunnar Olsson         |                      |       | Socialdemokraterna | Värmlands län        | statsrådet Sven Aspling       | 15 februari 1974 | 31 december 1975 | Olsson blev istället ordinarie ledamot                               |
| Sune Johansson        |                      |       | Socialdemokraterna | Värmlands län        | statsrådet Sven Aspling       | 1 januari 1976   |                  |                                                                      |
| Håkan Strömberg       |                      |       | Socialdemokraterna | Örebro län           | talman Henry Allard           | 15 februari 1974 |                  |                                                                      |
| Karl-Gustaf Mathsson  |                      |       | Socialdemokraterna | Västmanlands län     | statsrådet Lena Hjelm-Wallén  | 15 februari 1974 |                  |                                                                      |
| Birgit Hjalmarsson    |                      |       | Socialdemokraterna | Kopparbergs län      | statsrådet Kjell-Olof Feldt   | 15 februari 1974 |                  |                                                                      |
| Stig Alftin           |                      |       | Socialdemokraterna | Gävleborgs län       | statsrådet Bertil Löfberg     | 15 februari 1974 | 20 maj 1975      | Alftin blev istället ordinarie ledamot när Löfberg lämnade riksdagen |
| Curt Boström          |                      |       | Socialdemokraterna | Norrbottens län      | statsrådet Bengt Norling      | 15 februari 1974 |                  |                                                                      |